# Elrod House
Pour les articles homonymes, voir Elrod.
La Elrod House est une résidence située à Palm Springs (Californie), conçue par l'architecte John Lautner en 1968.

## Histoire
La maison est une commande du décorateur d'intérieur Arthur Elrod (en). Construite à flanc de montagne sur un sol excavé, elle s'inscrit dans le courant de l'architecture organique (au centre du salon se trouvent des roches d'origine) ; une piscine extérieure, appelée infinity pool, déborde à l'intérieur de la villa. Elle dispose de grandes baies vitrées donnant sur les monts San Jacinto et San Gorgonio. De 827 m², elle accueille en 1971 le tournage du film Les diamants sont éternels, figurant la demeure du milliardaire Willard Whyte, retenu prisonnier dans sa propre maison par le méchant de James Bond, Ernst Stavro Blofeld. Elle est également le lieu de fêtes, où se mêlent  Frank Sinatra, Elvis Presley ou encore Steve McQueen. En 1972, l'acteur Bob Hope et son épouse Dolores, amis du décorateur, commandent à John Lautner une construction similaire, qui surplombe la vallée de Coachella. En février 1974, Arthur Elrod et son compagnon meurent dans un accident de voiture. En 1995, le milliardaire Ronald Burkle achète la Elrod House pour 390 000 dollars et la revend en 2003 à l'investisseur Michael J. Kilroy pour 5,5 millions de dollars. Elle est de nouveau mise en vente en 2016.